# Maria Holstein-Beck

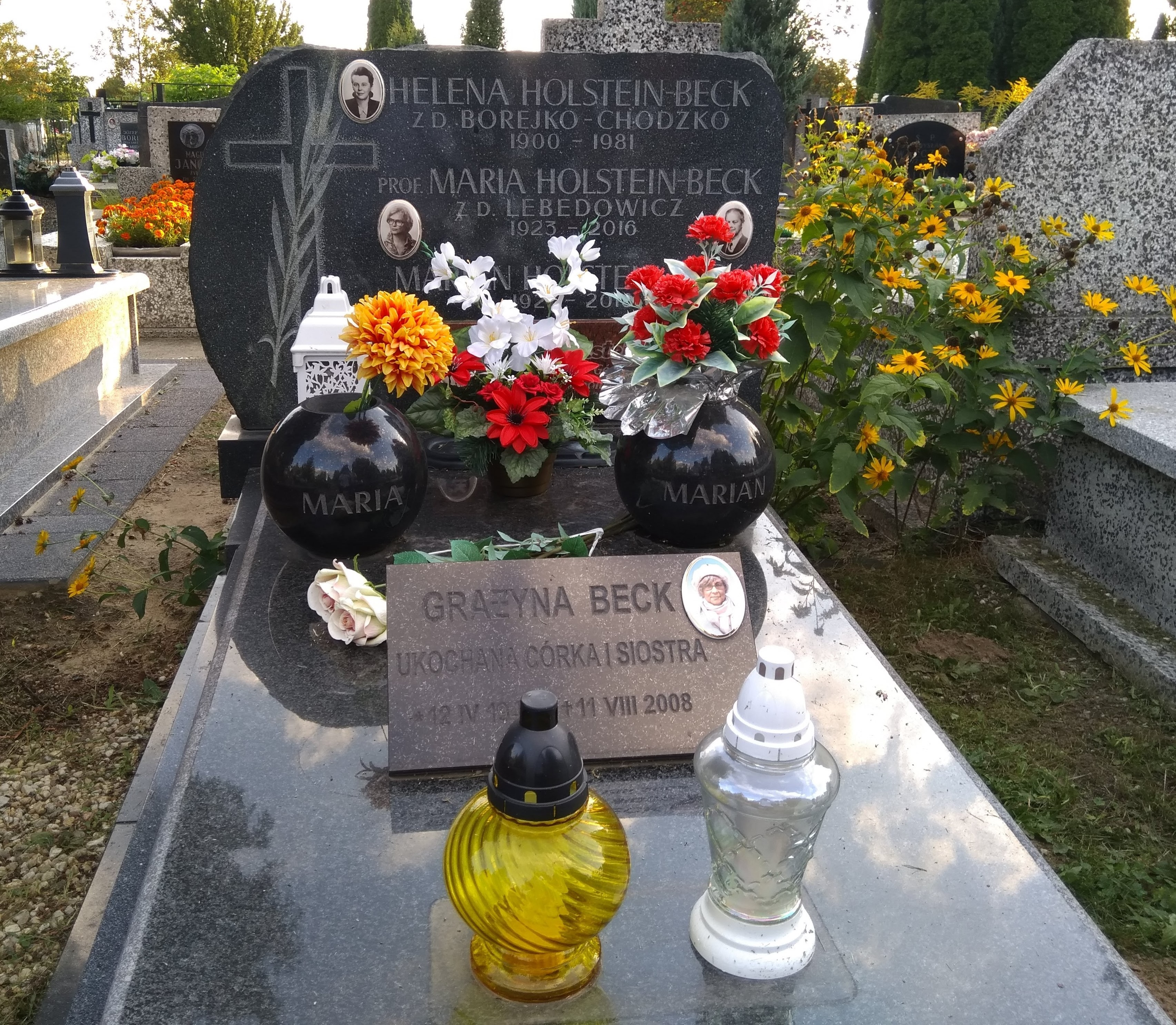
Grób Marii Holstein-Beck

Maria Danuta Holstein-Beck (ur. 9 września 1923 w Warszawie, zm. 26 grudnia 2016 tamże) – polska ekonomistka, socjolożka, profesor.

## Życiorys
Córka Jana i Stefanii. W 1968 ukończyła studia w zakresie socjologii na Uniwersytecie Warszawskim. 17 grudnia 1973 uzyskała w Zakładzie Prakseologii Polskiej Akademii Nauk stopień doktora dzięki pracy pt. Strukturalne uwarunkowania startu zawodowego młodzieży (promotor – Stanisław Kowalewski). 7 lipca 1979 habilitowała się w dyscyplinie nauk o zarządzaniu w Szkole Głównej Planowania i Statystyki w Warszawie na podstawie oceny dorobku naukowego i pracy zatytułowanej Konflikty ludzkie w pracy kierowniczej. 20 marca 1990 otrzymała tytuł naukowy profesora nauk humanistycznych. Przez wiele lat związana zawodowo z Instytutem Administracji i Zarządzana Urzędu Rady Ministrów. Pełniła funkcję profesora zwyczajnego w Instytucie Ekonomii i Socjologii na Wydziale Administracji Gospodarczej i Nauk Komputerowych Prywatnej Wyższej Szkole Businessu i Administracji w Warszawie oraz Wyższej Szkole im. Pawła Włodkowica w Płocku i w Wyższej Szkole Przedsiębiorczości i Zarządzania im. Leona Koźmińskiego. Opublikowała autobiografię pt. Życie streszczone 1923–2013.
Członkini Towarzystwa Naukowego Organizacji i Kierownictwa oraz Polskiego Towarzystwa Socjologicznego.
W 1987 otrzymała Krzyż Kawalerski Orderu Odrodzenia Polski. 1998 wraz z mężem Marianem Holstein-Beck odznaczona została Medalem za Długoletnie Pożycie Małżeńskie.
Pochowana na cmentarzu komunalnym Północnym w Warszawie.